# Małopolski Szlak Owocowy

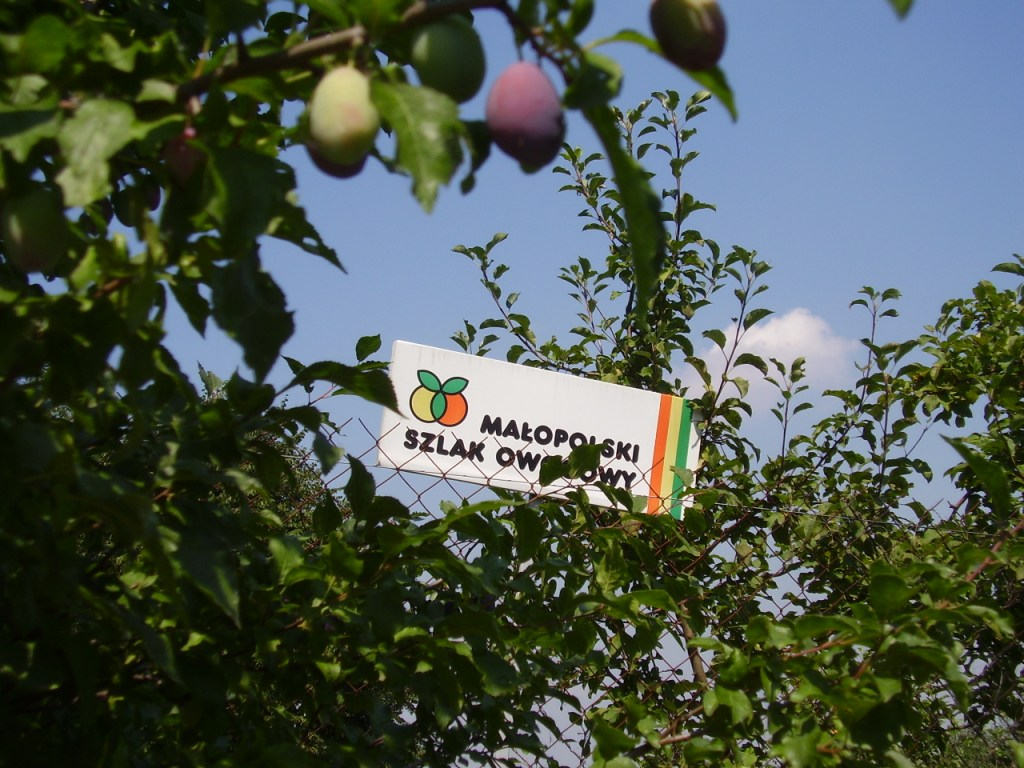
Tabliczka na szlaku.

Małopolski Szlak Owocowy – szlak turystyczny utworzony w 2003 r. przez Małopolską Organizację Turystyczną. Przebiega przez 23 gminy województwa małopolskiego. Na szlaku znajduje się prawie 300 obiektów, głównie gospodarstwa sadownicze. Szlak przebiega oznakowanymi odcinkami dróg i wskazuje gospodarstwa, w których można dokonać degustacji i zakupu owoców, a także bliżej poznać technologię ich produkcji. Wszystkie obiekty oznakowano tabliczkami Małopolskiego Szlaku Owocowego.
Małopolska Organizacja Turystyczna oznakowała specjalnymi tablicami 156 gospodarstw i obiektów sadowniczych w siedmiu małopolskich gminach: Łącko, Raciechowice, Laskowa, Trzciana, Gdów, Stary Sącz oraz Zawoja. Rok później, za sprawą dużego zainteresowania ze strony gospodarstw sadowniczych na szlaku znalazło się kolejnych 148 obiektów związanych z sadownictwem.
Owoce Małopolskiego Szlaku Owocowego to: borówki, gruszki, jabłka, śliwy, czereśnie, brzoskwinie, truskawki, wiśnie, czarne porzeczki, czerwone porzeczki, maliny, agrest, aronia, orzech włoski oraz winogrona.